# وليد صيام
وليد علي صيام ‏ (1 يونيو 1955 في بيروت - ) دبلوماسي فلسطيني. يشغل منصب سفير دولة فلسطين لدى اليابان. كما هو سفير دولة فلسطين غير المقيم لدى كوريا الجنوبية.

## الحياة العملية
عمل صيام في الفترة 1994–1996 في وزارة التخطيط والتعاون الدولي الفلسطينية، ثم في الفترة 1996–1999 مديرًا لمكتب اليابان وآسيا ضمن الوزارة. عُين ممثلًا غير مقيمًا لفلسطين في اليابان وكوريا في عام 1993. في عام 2003 أسندت إليه مهام مندوب فلسطين الدائم لدى اليابان وما زال حتى الآن.